# Economia de Txèquia

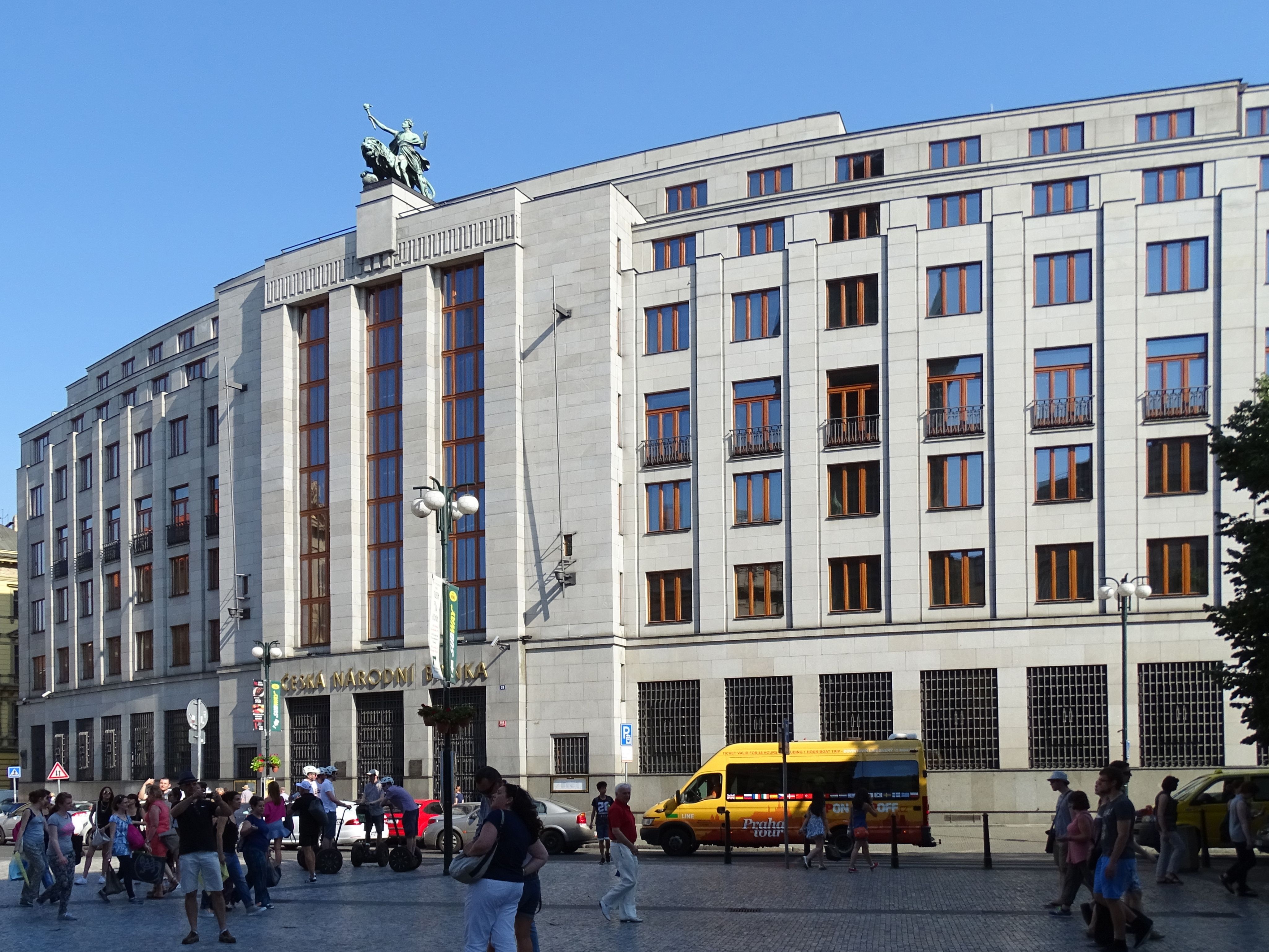
Banc Central de la República Txeca.

La República Txeca és un estat pertanyent a la Unió Europea, nascut l'1 de gener de 1993, del desmembrament en dos països de l'antiga Txecoslovàquia. L'economia de la República Txeca és actualment una de les més desenvolupades i estables entre les democràcies emergents d'Europa Central i Europa de l'Est, i és molt integrada amb l'economia de la Unió Europea, especialment després d'accedir al bloc en 2004.
Malgrat el seu sistema financer haver romàs estable, la seva petita economia, molt dependent de les exportacions, queda sensible a les flotacions econòmiques dels seus clients, especialment Alemanya. Quan l'Europa Occidental va enfrontar una recessió a la fi del 2008, la demanda per productes txecs va disminuir i les exportacions i la indústria van sofrir caiguda de dos dígits. Com a resultat, el producte intern brut va caure 4,7% el 2009.